# Вид-Нойвид
Вид-Нойвид (на немски: Wied-Neuwied, Grafschaft Wied-Neuwied) е графство в Свещена Римска империя от 1698 до 1806 г. в Рейнланд-Пфалц, Германия.

## История
Намирало се на река Рейн със столица Нойвид. На 29 май 1784 г. император Йозеф II дава на граф Йохан Фридрих Александер наследствената титла княз.
През 1806 г. Вид-Нойвид влиза в Насау и Прусия.

## Графове на Вид-Нойвид (1698 – 1784)
- Фридрих Вилхелм (1698 – 1737)
- Йохан Фридрих Александер (1737 – 1784)

## Принцове на Вид-Нойвид (1784 – 1806)
- Йохан Фридрих Александер (1784 – 1791)
- Фридрих Карл (1791 – 1802)
- Йохан Аугуст Карл (1802 – 1806)

### Глави на Дом Вид-Нойвид от 1806
- Йохан Аугуст Карл (1806 – 1836)
- Херман (1836 – 1864)
- Вилхелм (1864 – 1907)
- Вилхелм Фридрих (1907 – 1945)
- Фридрих Вилхелм (1945 – 2000)
- Карл (от 2000 г.)